# FK Metalurg Skopje
FK Metalurg Skopje é uma equipe eslavo-macedônios de futebol com sede na cidade de Skopje. Disputa a primeira divisão (é o atual Vice-Campeão).

## Títulos
- Liga República da Macedónia (1 Vez) (1987)
- Macedonian Prva Liga (3 Vezes) (2010–11, 2011–12, 2012–13)
- Copa da Macedónia (1 Vez) (2010–11)
- Supercopa da Macedónia (1 Vez) (2011)